# Ottakring
Ottakring ([ˈɔtɐˌkʀɪŋ]ⓘ) – szesnasta dzielnica Wiednia. Powstała w 1893 z połączenia samodzielnych gmin Ottakring i Neulerchenfeld. Połączona jest z pozostałą częścią miasta linią metra U3.